# Stolperkante (Aerodynamik)
Stolperkanten sind bewusst angeordnete Veränderungen am Tragflächenprofil (insbesondere) kleinerer Flugzeuge. 

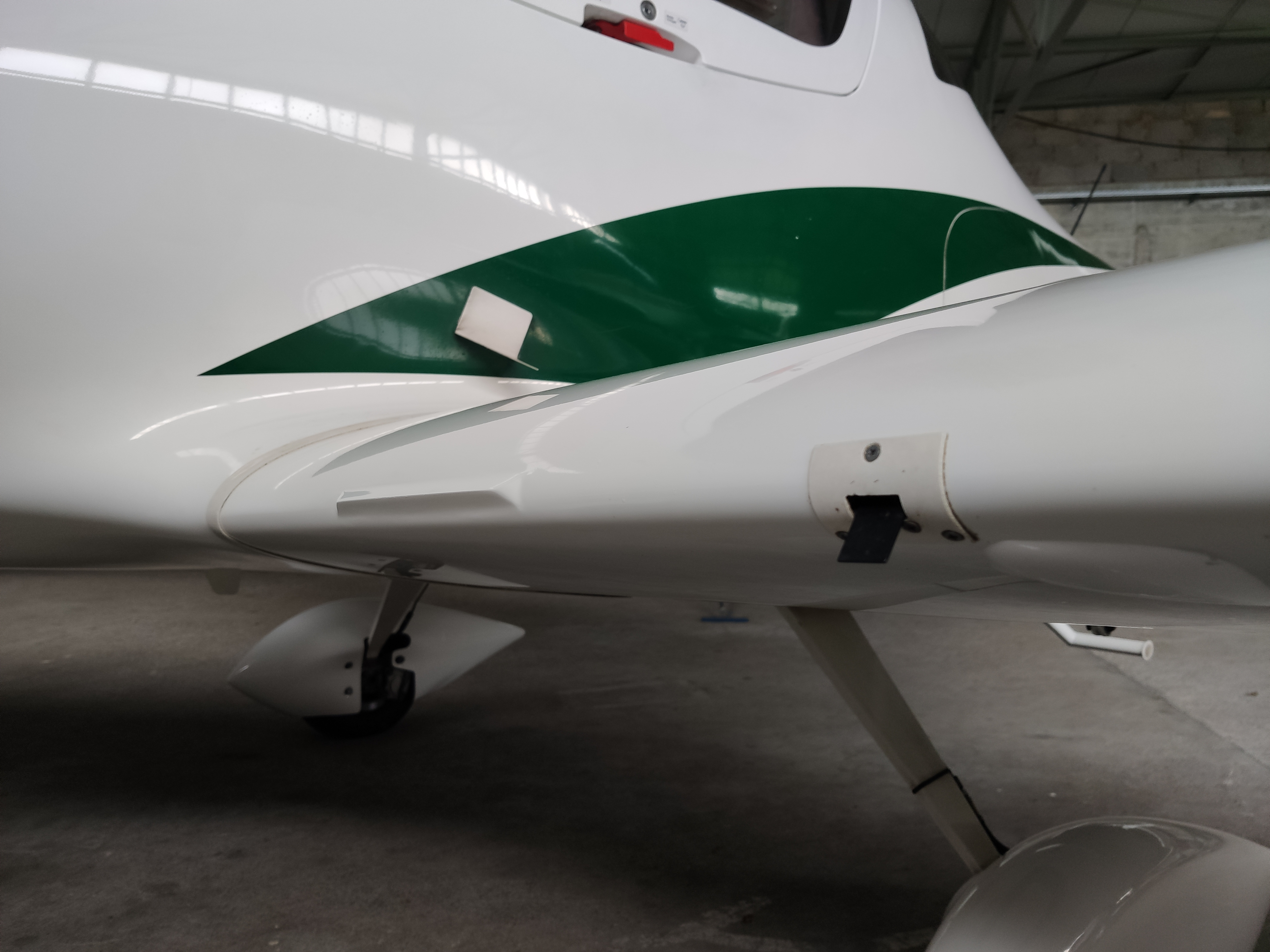
Stolperkante (links) am Flügel einer Aquila A 210

Mit Hilfe dieser Stolperkanten wird ein ungleichmäßiger Strömungsabriss am Flügel im Langsamflug erzeugt, was wiederum zu einem Schütteln des Flugzeugs führt. Damit wird der Pilot auf den beginnenden Strömungsabriss und den damit verbundenen Auftriebsverlust hingewiesen. 
Stolperkanten sind insbesondere an Flügelprofilen mit hoher aerodynamischer Güte notwendig, da hier sonst ein Strömungsabriss am gesamten Flügel quasi gleichzeitig ohne nennenswerte Vorwarnung einsetzen würde.